# Gambolò
Gambolò (Gambulò in dialetto lomellino) è un comune italiano di 9 818 abitanti della provincia di Pavia, in Lombardia. Si trova nella Lomellina orientale, sul Terdoppio, non lontano dalla riva destra del Ticino. È posto immediatamente a sud di Vigevano, città di cui fa ormai di fatto parte dell'area urbana.
Il clima è continentale, con inverno freddo ed estate calda.
In inverno le temperature medie vanno dai -3º ai 5º, ma possono cadere fino ai -10º.

## Storia
Le prime testimonianze della presenza umana nel territorio di Gambolò risalgono al Mesolitico recente (5500-4500 a.C.) e sono state individuate lungo la sponda destra del Terdoppio, dove alcuni gruppi di cacciatori si fermano periodicamente durante le loro escursioni di caccia. In seguito, nell'età del Bronzo medio e tardo (2000-1900 a.C.), un significativo villaggio si sviluppa sempre sui dossi del Terdoppio.
L'intero territorio conosce una notevole fase insediativa in epoca celtica, dalla seconda metà del secolo III a.C.; in questo periodo sorgono numerosi villaggi, come testimoniano le relative necropoli. Proprio da frazione Belcreda proviene un vaso funebre che reca il nome del defunto di cui contiene i resti: Vindonidius, il primo abitante di Gambolò di cui conosciamo il nome.
L'epoca romana, dalla fine del I secolo a.C., porta un influsso benefico: i coloni, i commercianti e gli artigiani romani recano un significativo apporto in termini di conoscenze tecniche e culturali. Alcune are votive ritrovate nella chiesa di Sant'Eusebio, testimoniano la presenza di un luogo di culto.
Poi, progressivamente, i dati archeologici si rarefanno: è un segno dei tempi dovuto ai cambiamenti e alla crisi dell'Impero. I barbari, varcati armi alla mano i confini, devastano il nord Italia saccheggiando e derubando.
La prima volta che il nome del paese compare nella storia è nel 999, in un documento in cui si dice che un certo Ademarus de Gambolate deve risarcire il vescovo di Vercelli Leone dei danni arrecatigli. Il castello viene citato per la prima volta cento anni dopo, nel 1099: la fortezza accoglie al sicuro gli abitanti del villaggio e della campagna circostante.
Nel Medioevo è testimoniata la compresenza di due diverse diocesi, quella di Novara e quella di Pavia: ci troviamo in un territorio di confine fra le due giurisdizioni, cui si legano anche mosse politiche e strategiche dei due vescovadi e dei poteri laici a essi collegati.
Dalla diocesi di Novara dipende la pieve di S. Pietro di Masovico, collocata all'incirca due chilometri fuori dell'abitato attuale, oltre il Terdoppio. Da San Pietro dipende la chiesa di S. Gaudenzio; questa, situata nel villaggio, destituirà nei secoli successivi la pieve rurale e diverrà la parrocchia del paese.
La diocesi di Pavia trova invece la propria dipendenza nella pieve di Sant'Eusebio, documentata fra XIII e XIV secolo. Nel 1289 il monastero di San Pietro in Verzolo entrò in possesso di numerosi fondi nella zona. 
In questi secoli il paese gravita politicamente nell'orbita di Pavia, che è continuamente in guerra con Milano; nel corso degli anni Gambolò viene ripetutamente assediata e danneggiata. Alla fine Milano prevale definitivamente e si sancisce il predominio della signoria dei Visconti. Il castello perviene ai Beccaria e viene poi dato da Galeazzo Maria Visconti a Francesco Pietrasanta.
Fra basso Medioevo e Rinascimento la zona rifiorisce, grazie a bonifiche e canalizzazioni che valorizzano la campagna. Con l'avvento degli Sforza e la successiva perdita del ducato a favore dei francesi passa, nel 1499, nelle mani di Gian Giacomo Trivulzio, maresciallo di Luigi XII, marchese di Vigevano. Dopo alterne vicende militari e politiche il territorio, con il Ducato di Milano, finisce definitivamente nelle mani della corona spagnola. Nel 1573 i nobili Litta Visconti Arese acquistano dagli spagnoli il feudo di Gambolò.
È del 10 ottobre 1639 il documento nel quale si avvisa che le terre di Gambolò, Gravellona, Cilavegna, Cassolnovo, Villanova, Nicorvo, Robbio, Confienza e Palestro cessano di far parte del territorio Novarese o Pavese ed entrano in quello Vigevanasco, diventando terre appartenenti al contado di Vigevano.
Nel 1672 ecco un avvenimento importante per la storia religiosa di Gambolò: arrivano le spoglie di san Getulio, riesumate l'anno precedente dalle catacombe di Roma. Il Santo, originario di Gabi nel Lazio, martirizzato dall'imperatore Adriano nel 124 d.C., diviene il patrono del paese.
Nel 1743 il Vigevanasco passa dallo Stato di Milano (allora austriaco) ai Savoia, e nel 1818 è unito alla Lomellina.
Il 21 marzo 1849 il territorio di Gambolò è teatro, come fu alle sue origini, della storica Battaglia della Sforzesca, nel corso della Prima guerra d'indipendenza. Le truppe guidate dal re Carlo Alberto si scontrano vittoriosamente con l'esercito del maresciallo Josef Radetzky. Nel 1859 Gambolò entra a far parte della Provincia di Pavia.

### Simboli
Lo stemma comunale non è ancora riconosciuto ufficialmente. 
Il gonfalone è un drappo di rosso.

## Monumenti e luoghi d'interesse

### Architetture religiose

#### Chiesa dei Santi Gaudenzio ed Eusebio

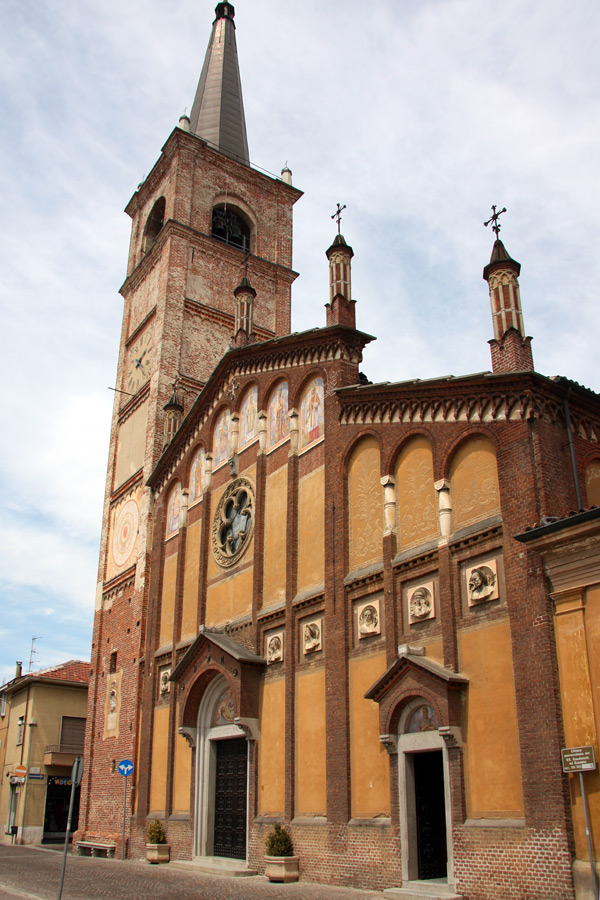
Chiesa dei Santi Gaudenzio ed Eusebio

La chiesa parrocchiale dedicata San Gaudenzio e a Sant'Eusebio, già citata nel 1132, fu completamente rifatta nel 1899 conservando il campanile romanico, recentemente restaurato. Sulla facciata sono presenti sei medaglioni con mosaici raffiguranti i Santi Compatroni , opere realizzate dal pittore Piero Maccaferri (1916/1992) Un altro bellissimo mosaico di Maccaferri lo si può ammirare sull'altare della chiesetta all’ interno della Casa di Riposo di Gambolo’. All'interno sono conservati un affresco della Madonna con Bambino e una Madonna tra San Rocco e San Sebastiano, entrambi risalenti al XV secolo. Dal 2011 al 2015 è stata sottoposta a un restauro completo.

#### Pieve di Sant'Eusebio
La sua architettura ripropone il modello della basilica di Santa Maria Maggiore di Lomello con gli archetti binati, le lesene, la strombatura e la collocazione delle finestre. All'interno si trova la cappella gentilizia delle famiglie Litta - Visconti - Arese, con sculture canoveggianti, tele dell'Appiani e del Canevari e affreschi del Sottocornola e del Gambini. Si racconta che fino al XV secolo sulla facciata della Chiesa si potessero leggere due lapidi romane evocanti la battaglia “ad ticinum“ di Publio Cornelio del 218 (i testi epigrafici non hanno nulla a che vedere con ciò). Le altre due torri e il campanile della basilica furono distrutte nel 1213 e quest'ultimo fu rifatto nel 1512. La chiesa si presenta come un collage di stili architettonici. La parte originale è in stile romanico con pianta asimmetrica e navata laterale di ampiezza diversa. Analisi del manufatto hanno permesso di portare alla luce la forma originale dei pilastri con semicolonne addossate, di fattezza tipicamente romanica, così come l'abside di forma poligonale con contrafforti esterni, la copertura a spicchi e gli archetti binati interrati in corrispondenza della prima campata. Nel 1500, in seguito alla diffusione della peste, la chiesa, divenuta un lazzaretto, fu disinfettata tinteggiando e ricoprendo tutti gli affreschi della parte originale. Nel corso degli anni la chiesa era stata praticamente abbandonata e conseguentemente chiusa al pubblico. È stata restaurata, i lavori sono terminati nel 2006.

#### Chiesa della Madonna del Terdoppio
La chiesa della Madonna del Terdoppio si trova ai margini del centro abitato sulla strada che dal capoluogo collega le frazioni Remondò e Garbana. Notizie di una cappella dedicata alla Vergine Addolorata, detta anche “Madonna del Terdoppio“, particolarmente cara ai gambolesi, risalgono alla metà del Cinquecento. Successivamente, nei primi anni del Seicento, per volontà degli Amministratori della chiesa di sant'Eusebio, l'antico tabernacolo venne sostituito da una Chiesa, alla cui costruzione contribuì anche il Comune con la somma di Lire 200 imperiali, dove si celebrava la messa domenicale e la prima domenica dopo Pasqua veniva solennizzata con una festa solenne. La chiesetta si presenta a pianta quadrata con copertura a volta riccamente decorata, un locale posteriore di servizio ed è preceduta da un porticato a tre fornici. All'interno, sull'unico altare, vi è un dipinto di Biagio Canevari in sostituzione dell'antico affresco della Madonna, attualmente affiancato da due tele offerte dalla poetessa Gemma Biroli (1901-1983) intorno agli anni settanta. Ricche e abbondanti decorazioni di gusto tipicamente seicentesco sono tuttora ben conservate e visibili sulla volta della navata. Verso la fine del Settecento, dalla muratura angolare della chiesa si sopraelevò il campanile ancora oggi funzionante. Il fabbricato venne restaurato intorno agli anni settanta e offerto alla comunità gambolese per farne un tempio civico.

### Architetture militari
Castello di Gambolò

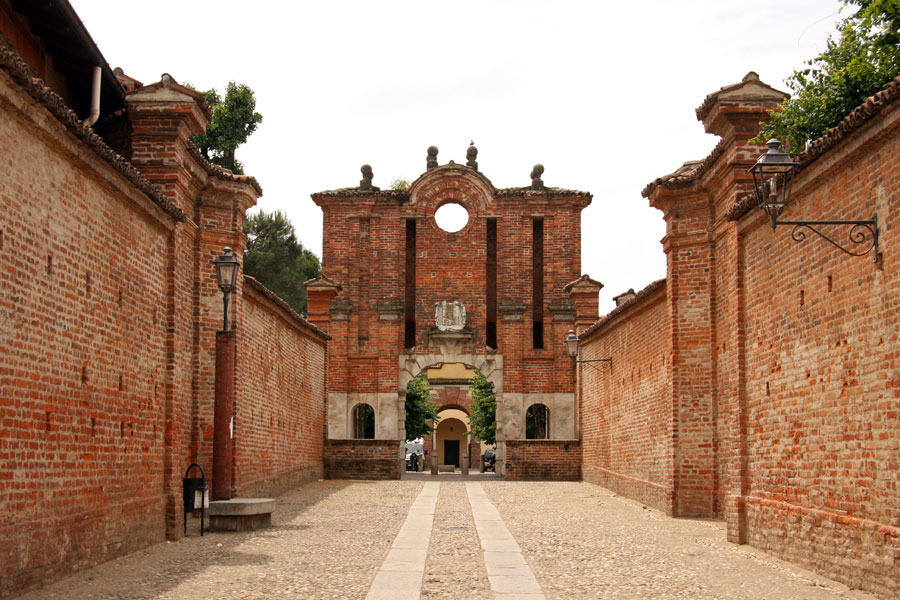
L'accesso al Castello

Tra il 1412 e il 1475 il feudo di Gambolò venne concesso ad Antonio Beccaria. Il castello presenta i caratteri essenziali delle rocche visconteo-sforzesche con pianta quadrilatero/trapezoidale e torri sia nei “cantoni“ sia al centro. Da ogni lato i muri di cinta, lungo cui si snodavano i cammini di ronda, erano completati da merli ghibellini.

## Società

### Evoluzione demografica
Abitanti censiti

## Cultura

### Cucina

#### Sagra del Fagiolo Borlotto
Nel mese di Luglio il comune lomellino dedica alla tipica varietà di fagiolo la popolare festa, e la presenza di stand gastronomici
lungo il centro abitato.

### Eventi

#### Palio delle Contrade di Gambolò
Durante il mese di Giugno sfilano i rioni per le vie cittadine e si contendono il Palio dedicato a San Getulio.

## Geografia antropica

### Frazioni
- Nella frazione maggiore Remondò (il cui toponimo deriva da un aggettivo "remondatum", da "remondare", che significa sarchiare, spianare, pulire un terreno) si trovano la stazione ferroviaria, il dispensario farmaceutico e una base dell'Aeronautica Militare. La chiesa parrocchiale è dedicata a Santa Margherita e risale al 1776.
- A Garbana ha sede il secondo ufficio postale della città. Il toponimo deriva da "Garbus", macchia di cespugli. La chiesa, dedicata alla Natività di Maria, risale al 1833.
- Nella frazione di Cason Peri sorge la chiesetta dedicata a San Pietro risalente al 1738 e dipendente dalla parrocchia della Garbana. La frazione è situata sul confine con Mortara, tanto che il nucleo abitato si sviluppa sui territori dei due comuni: la zona a est, attorno alla chiesa, dipende da Gambolò mentre la zona a ovest, lungo la strada provinciale, fa parte della frazione Cattanea-Casoni dei Peri di Mortara.
- A Belcreda si trova il centro sociale per la terza età oltre a un piccolo centro sportivo e una discarica, ormai chiusa. Il nucleo attuale è sorto negli ultimi decenni lungo la strada provinciale per Pavia. Il nucleo antico, ormai scomparso, è ricordato fin dall'antichità: nel 969 fu dato dall'imperatore Ottone I al suo vassallo Ingone, dal quale discese la famiglia dei Belcredi, feudatari del luogo. L'antico castello, costruito sul finire del XIII secolo, fu distrutto nei secoli successivi, l'abitato fu abbandonato e il territorio inglobato nel comune di Gambolò.
- Stradella e Molino d'Isella sono le frazioni più piccole; nella prima, di stampo prettamente agricolo, si trova una chiesa del 1590 dedicata alla Beata Vergine Assunta, mentre nella seconda si trovano Villa Necchi alla Portalupa, Villa Acqua, la chiesetta dedicata a Sant'Ambrogio fatta costruire dall'imprenditore Vittorio Necchi (proprietario dell'azienda metalmeccanica omonima con sede a Pavia) in ricordo di suo padre Ambrogio, e il mulino, risalente all'ultimo decennio del XV secolo, quando il duca Ludovico Maria Sforza lo donò alla moglie Beatrice d'Este.[9] Alla morte di quest'ultima, nel 1498, Ludovico donò al monastero delle Grazie di Milano tutti i possedimenti esistenti nel territorio di Vigevano e Gambolò compresi nel fondo della Sforzesca; a Molino d'Isella nel 1980 furono inoltre girate alcune scene del film Il Bisbetico Domato all’interno del Borgo Necchi, ovvero il maniero di Villa Necchi. Il Bisbetico Domato è interpretato da Adriano Celentano e Ornella Muti, mentre nel 1984 fu il set del Il ragazzo di campagna, ambientato a Ca Badò, diretto da Castellano e Pipolo ed interpretato da Renato Pozzetto e Massimo Boldi.

## Infrastrutture e trasporti

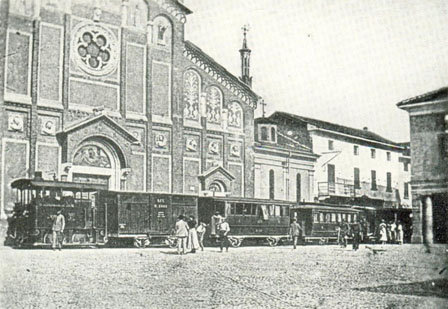
Tram in transito davanti alla parrocchiale

Fra il 1884 e il 1934 la località era servita da una fermata della tranvia Novara-Vigevano-Ottobiano.
Il comune è servito dalla stazione di Gambolò-Remondò, una fermata ferroviaria posta nel territorio comunale presso la frazione di Remondò, situata sulla ferrovia Vercelli-Mortara-Pavia.

## Amministrazione

### Sindaci di Gambolò dal 1958 a oggi
- 1958-1960 Leopoldo Zanetti (1909-1969)
- 1960-1963 Pietro Bellazzi (1900-1963)
- 1963-1989 Silvio Mario Rozza (1922-2010)
- 1989-1991 Giovanni Viola (1933-2016)
- 1991-1993 Luigi Baldi (1936-2005)
- 1993 Gianpiero Zucchetti (1942-2020)
- 1993-1994 Giuseppe Pastormerlo (1943-2023)
- 1994 luglio-Novembre: Giuseppe Perotti (commissario prefettizio)
- 1994-1998 Giuseppe Eusebio Magnani
- 1998-2001 Giuseppe Eusebio Magnani
- 2001-2003 Clementino Nai (1940-2003) (vicesindaco funzione facente)
- 2003 gennaio-Maggio: Maria Laura Bianchi (commissario prefettizio)
- 2003-2008 Francesco Marinone
- 2008-2013 Elena Nai
- 2013-2016 Claudio Galimberti
- 2016-2017 Raffaella Corsaro (commissario prefettizio)
- 2017-oggi Antonio Costantino

### Gemellaggi
- Kyrros[10][senza fonte]
- Mālpils[10][senza fonte]

## Sport
Ha sede nel comune la società di calcio l'A.C.D. Gambolò, che ha subito diverse denominazioni. Disputa campionati dilettantistici regionali.
La società di pallacanestro Olimpia Gambolò, milita nel campionato regionale di promozione.

### Impianti sportivi
Nel comune ha sede un palazzetto dello sport.